# Lalkowy Zachód

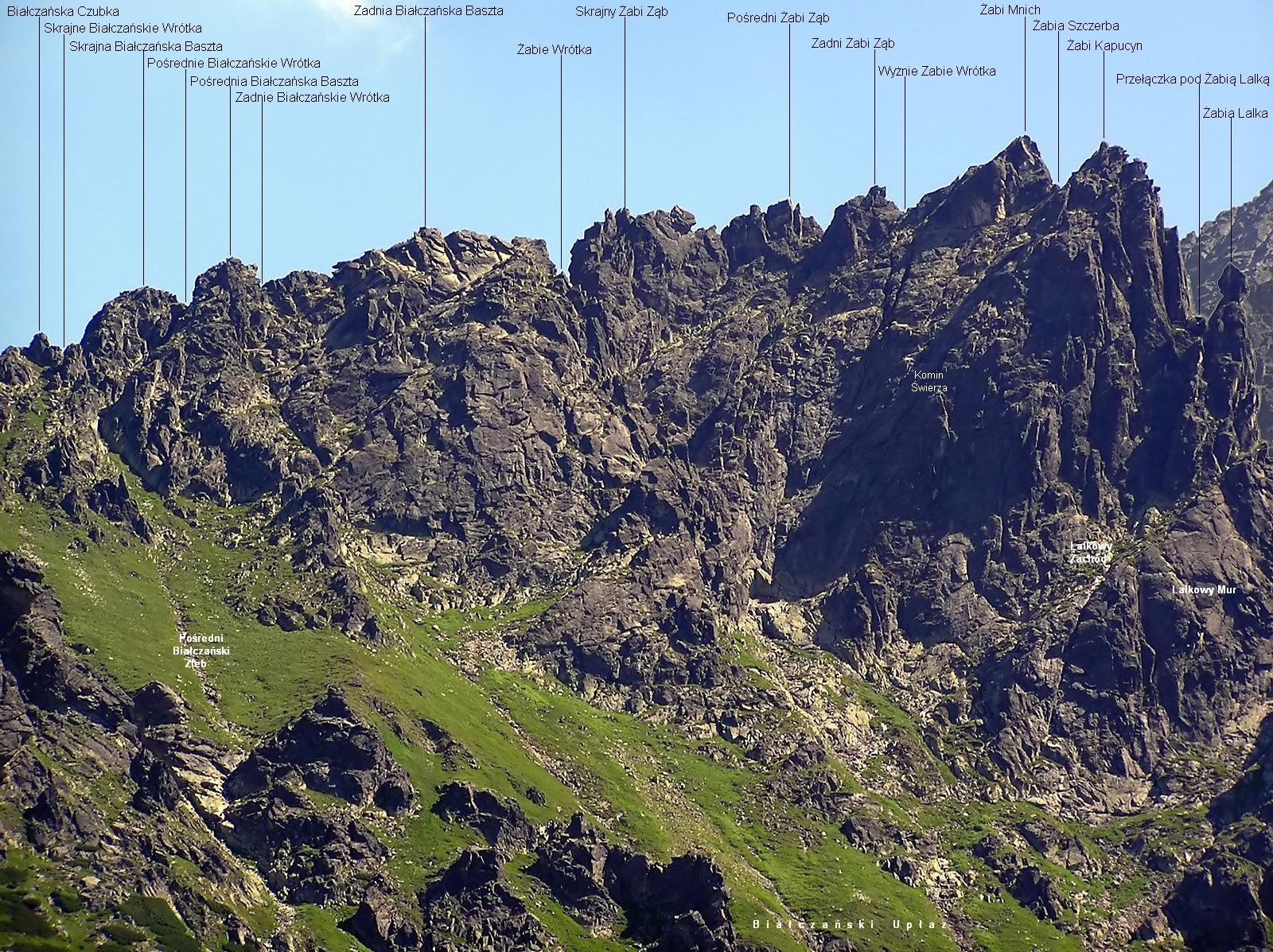
Widok od północy

Lalkowy Zachód (niem. Puppenbank, słow. Lalková lávka, węg. Békás-babai-pad) – wybitny zachód w południowo-zachodniej grani Żabiego Mnicha w polskich Tatrach Wysokich. Znajduje się w orograficznie prawych (północno-zachodnich) jej stokach. Dawniej był skalisto-trawiasty, jest to jednak miejsce o dużym natężeniu ruchu taternickiego i obecnie wskutek erozji spowodowanej częstym jego używaniem zachód stał się piarżysto-kamienisty.

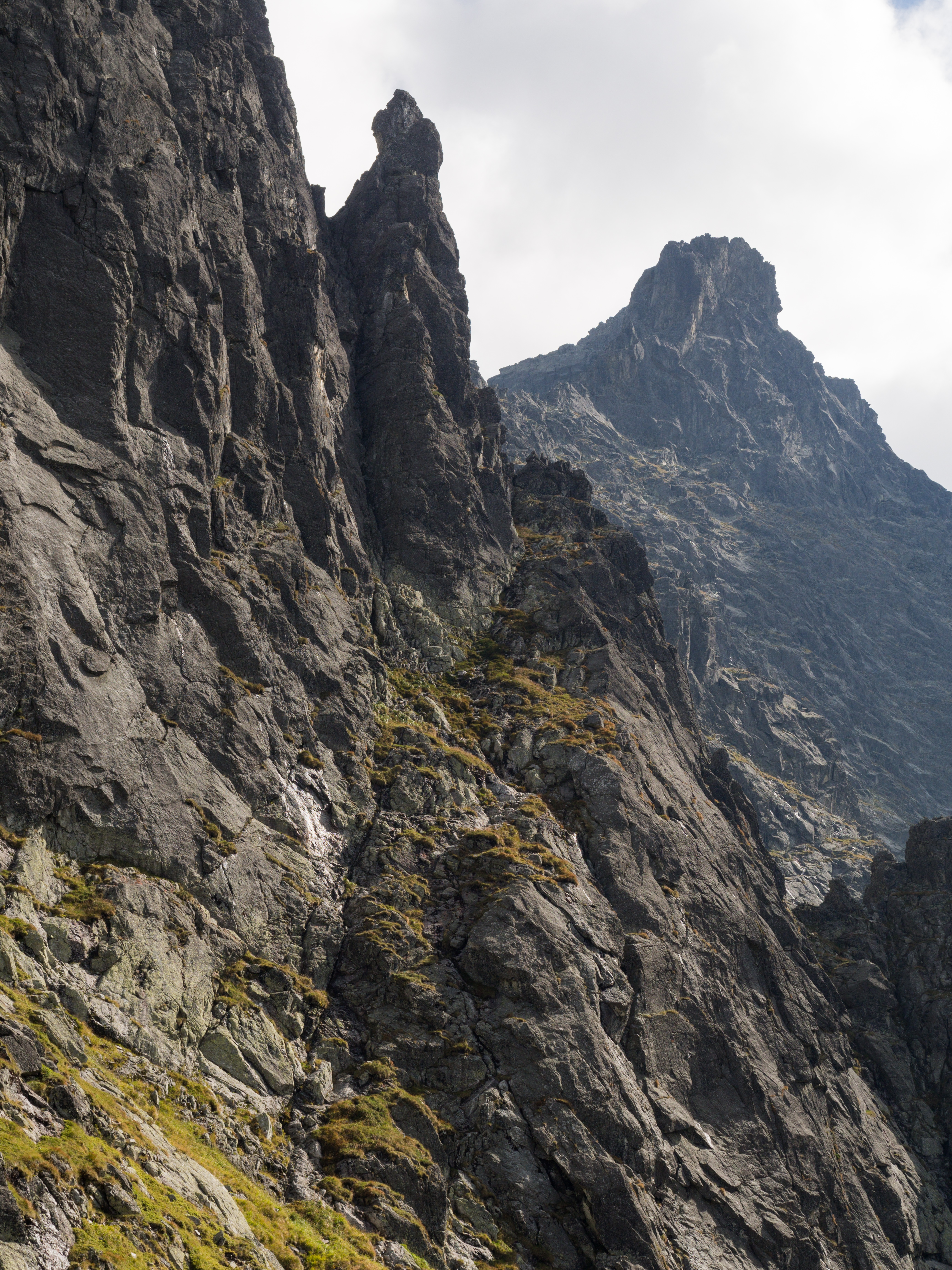
Lalkowy Zachód pod Żabią Lalką

Lalkowy Zachód ciągnie się od trawiastego Białczańskiego Upłazu skośnie w górę. Ma około 120 m długości i około 10 m szerokości. Po prawej stronie podcięty jest urwistymi ściankami Lalkowego Muru. Lalkowy Zachód w górnej części zwęża się i podchodzi pod wylot żlebka opadającego z Wyżniego Lalkowego Przechodu. Wcześniej, mniej więcej w połowie jego długości, z lewej strony opada do niego komin  z Przełączki pod Żabią Lalką (ok. 2080 m). Lalkowy Zachód jest używany jako dojście do obydwu tych przełączek.
Autorem nazwy jest Władysław Cywiński.